# Aphylla williamsoni
Aphylla williamsoni är en trollsländeart som först beskrevs av Howard Kay Gloyd 1936.  Aphylla williamsoni ingår i släktet Aphylla och familjen flodtrollsländor. IUCN kategoriserar arten globalt som livskraftig. Inga underarter finns listade i Catalogue of Life.

## Bildgalleri

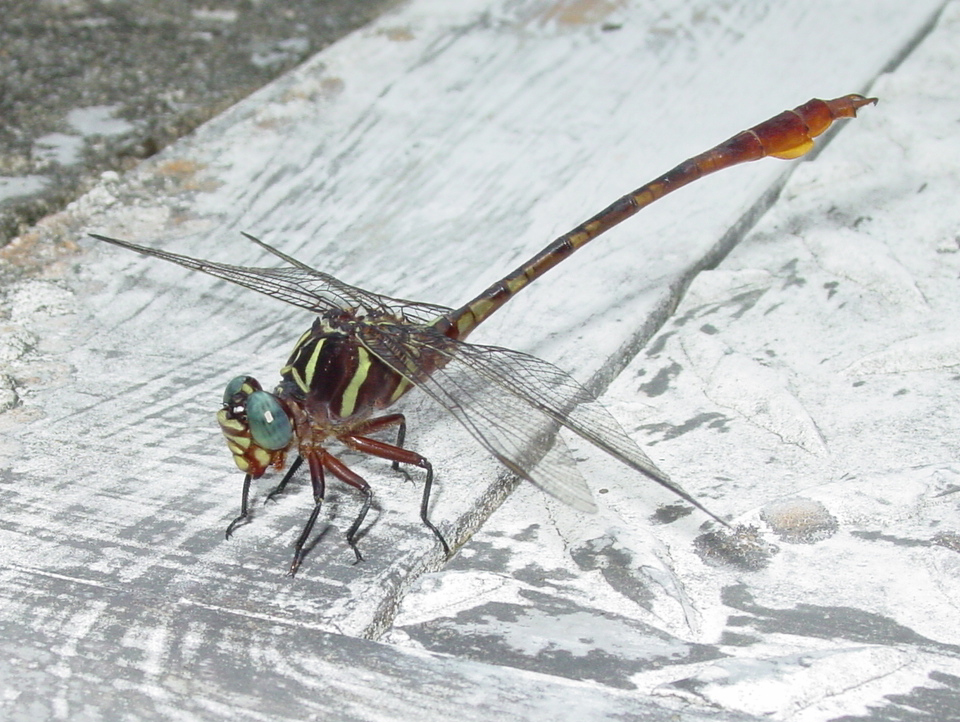
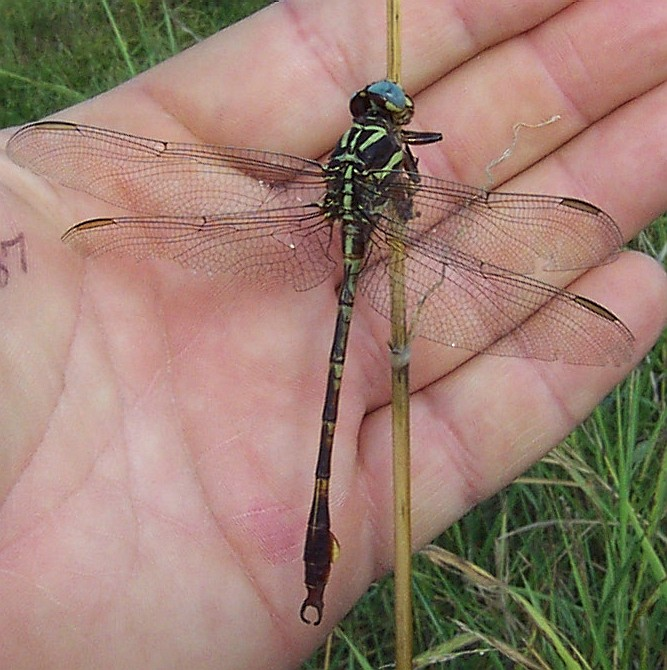